# Principe del Sacro Romano Impero

Corona araldica di Principe del Sacro Romano Impero

Mantello e corona principesca

Corona principesca

Il titolo di principe del Sacro Romano Impero (Reichsfürst) poteva avere due significati, uno più politico, relativo alla Costituzione del Sacro Romano Impero, e un altro più squisitamente araldico, come specifico titolo nobiliare.

## Origini
Il significato originario, nato nel Medioevo, era quello politico. In tale senso erano "principi" tutti coloro che fossero feudatari immediati ("unmittelbare") dell'Imperatore; si trattava di un'espressione simile a quella di "baroni del regno" usata nelle monarchie di modello occidentale e soprattutto normanno. Poiché in Germania, al contrario che nel resto d'Europa, i feudatari divennero di fatto dei sovrani, e furono riconosciuti tali alla pace di Vestfalia, sia pure all'interno di quella organizzazione sovrastatale che fu il Sacro Romano Impero, in questo significato erano "principi" anche i feudatari immediati che avessero titolo più alti, dal Re di Boemia, ai duchi, margravi, langravi, fino ai semplici conti. Anzi, fino al XVII secolo nessuno aveva il titolo nobiliare di "principe" in Germania.

## Funzioni e tipologia
I "principi dell'Impero" (Fürsten) in questo significato politico-costituzionale costituivano i primi due corpi della Dieta dell'Impero (Reichstag), ovvero il "Collegio dei Principi Elettori" e il "Collegio dei Principi". Tale secondo corpo era a sua volta diviso in due "banchi". I principi laici erano riuniti nel Banco secolare (Weltlische Bank) ed il loro numero variò nel tempo, in quanto fu incrementato dalla metà del XVII secolo con la costituzione della sezione dei "Nuovi Principi" (raggiungendo il numero di circa 13 famiglie alla fine del XVIII secolo).
Vi erano ammessi solo i principi sovrani di feudi imperiali o, talvolta titolari di signorie sovrane. Poteva accadere, come per gli altri gradi della nobiltà imperiale, che qualche principe non sovrano venisse ammesso nel Collegio con diritto di voto alla Dieta per propri meriti o, in casi particolari, per l'assunzione di determinati incarichi dell'impero (come nel caso dei Thurn und Taxis, maestri delle poste imperiali. Tale voto, a differenza degli altri era solo personale (non riferito a un feudo sovrano) e come tale non ereditario (Trautson, Orsini-Rosenberg, d'Avalos, Windisch-Graetz, Starhemberg, Khevenhüller-Metsch, ecc.), ). Tutti costoro votavano viritim cioè avevano un voto a testa (Virilstimm).
Al di sotto di essi vi erano i conti dell'Impero (Reichsgrafen), così detti per indicare che erano anch'essi feudatari immediati dell'Imperatore e perciò distinguerli dai conti non sovrani (Grafen), che invece erano vassalli di un "Principe dell'Impero" e perciò erano feudatari mediati (Mittelbare).
I feudi dei Conti e Signori dell'Impero avevano il titolo di contee o signorie sovrane.
I conti dell'Impero, in considerazione delle ridotte dimensioni dei loro feudi non avevano un voto a testa, bensì erano divisi in quattro sezioni del collegio dei conti dell'impero (sempre parte integrante del collegio elettorale dei principi) ognuna delle quali aveva un voto e perciò i conti dell'Impero votavano "curiatim", collegialmente (Kuriatstimm).
Infine, vi erano i Cavalieri dell'Impero (Reichsritter) i quali erano anch'essi feudatari immediati dell'Imperatore, ma avendo dei feudi ancor più piccoli di quelli dei conti dell'Impero, non avevano affatto diritto di voto alla Dieta.
Oltre ai principi laici erano "principi dell'Impero" anche quelli ecclesiastici. I tre arcivescovi di Magonza, Colonia e Treviri facevano parte del "Collegio dei Principi Elettori". Gli altri facevano parte del "Consiglio dei Principi". Questi si distinguevano in principi-vescovi, principi-prevosti, prelati, abati (e principesse-badesse), tutti con diritto di voto alla Dieta (Geistliche Bank) e altri principi privi di voto alla Dieta.
Tra gli ecclesiastici con seggio e diritto di voto gli arcivescovi, vescovi e prevosti avevano come i principi secolari il voto individuale (voto Viritim o Virilstimme), i prelati solo due voti collettivi ("curiatim") ripartiti tra Banco Svevo e Banco renano.
I "principi dell'Impero" in questo primo significato, ovvero i feudatari immediati dell'Impero, costituivano la base dell'alta nobiltà tedesca (Hochadel), la bassa nobiltà essendo costituita dal nobili mittelbare.

## Araldica
Il secondo significato, quello più propriamente araldico, deriva dal precedente. Infatti, quando, a partire dal XVII secolo, l'Imperatore elevò dei semplici conti dell'Impero al titolo di "principi dell'Impero" con diritto al voto viritim, costoro per essere distinti dagli altri conti (sia dai Conti dell'Impero che da quelli mediati), furono insigniti del titolo di "Principi del Sacro Romano Impero" come vero e proprio titolo araldico. Poiché costoro non avevano diritto a un titolo superiore (re, arciduca, duca, conte palatino, margravio, langravio, burgravio) il titolo di principe in Germania è intermedio fra quello di burgravio e quello di conte dell'Impero.
Già dal XVI secolo erano stati insigniti del titolo di "principi dell'Impero" alcuni soggetti che avevano ben meritato per la causa dell'Impero, pur non essendo feudatari immediati dello stesso. Spesso si trattava di comandanti delle armate imperiali. Anche per costoro il titolo di "Principe del Sacro Romano Impero" ebbe valore di vero e proprio titolo nobiliare. Alcuni di questi erano sudditi di un "principe dell'Impero" ad esempio erano austriaci o fiamminghi o provenivano dall'Italia settentrionale. Altri erano sudditi di altri paesi, ad esempio francesi. Stranieri si devono considerare anche i principi ungheresi, in quanto il Regno di Ungheria era un possedimento asburgico, ma al di fuori del Sacro Romano Impero.
Tra i principi dell'impero non sovrani si ricordano: quelli di Chimay, Ligne, Trivulzio, Barbiano di Belgioioso, Chigi, Rospigliosi, Ventimiglia di Geraci, Bauffremont e Broglie.
Con la soppressione del Sacro Romano Impero e il successivo riordino operato dal Congresso di Vienna la maggior parte dei principati sovrani, eccetto undici, furono soppressi. Tuttavia i membri delle relative famiglie conservarono il titolo di principe e le insegne di principe sovrano.

## Elencazione
Principi sovrani dell'impero (Reichsfürsten) nella parte tedesca del Sacro Romano Impero:
A) Principi ecclesiastici - 
a) - Patriarchi: Vescovi (sovrani e non):
- Patriarca di Aquileia

b) - Arcivescovi:
- Elettore di Magonza
- Elettore di Treviri
- Elettore di Colonia
- Salisburgo
- Besançon
- Lione
- Vienna
- Brema, secolarizzato
- Magdeburgo, secolarizzato

c) - Vescovi:
- Bamberga
- Würzburg
- Worms
- Spira
- Strasburgo
- Eichstätt
- Augusta
- Costanza
- Hildesheim
- Paderborn
- Coira
- Halberstadt, secolarizzato
- Verden, secolarizzato
- Kammin, secolarizzato
- Schwerin, secolarizzato
- Ratzeburg, secolarizzato
- Münster
- Frisinga
- Passavia
- Liegi
- Trento
- Bressanone
- Lubecca
- Gurk
- Seckau
- Lavant
- Basilea
- Sion
- Ratisbona
- Praga
- Olmütz
- Meißen, secolarizzato
- Naumburg, secolarizzato
- Merseburg, secolarizzato
- Brandeburgo, secolarizzato
- Minden, secolarizzato
- Schleswig, secolarizzato
- Havelberg, secolarizzato
- Utrecht, secolarizzato
- Ginevra, secolarizzato
- Cambrai
- Verdun
- Metz
- Toul
- Losanna
- Belley

d) altri principi prelati:
- Gran Maestro dell'Ordine Teutonico, secolarizzato
- Gran priore di Heitersheim dell'Ordine ospitaliero di Malta

e) Prevosti:
- Fulda, vescovo dal 1752
- Kempten
- Ellwangen
- Murbach
- Lüders
- Weissenburg
- Prüm
- Stavelot e Malmédy
- Corvey
- Hersfeld, secolarizzato
- Reichenau
- San Gallo
- Saalfeld, secolarizzato
- Weingarten
- Salmannsweiler
- Kreizlingen, secolarizzato
- Walkenried, secolarizzato
- Schottern, secolarizzato
- Weissenau
- San Blasien
- Maulbronn
- Schussenried
- Beckenried, secolarizzato
- Riddagshausen, secolarizzato
- Stein am Rhein
- Sciaffusa
- Waldsassen
- Berchtesgaden

B) Principi laici - 
Antichi Principi (aventi diritto di voto dal 1582):
- Arciduca d'Austria
- Elettore di Baviera
- Elettore del Palatinato
- Ducato di Arenberg (1578)
- margravio ed elettore del Brandeburgo
- duchi del Ducato di Meclemburgo-Schwerin
- duca ed elettore dell'Elettorato di Hannover
- duca dell'Holstein
- duca di Holstein-Gottorp
- duca ed Principe Elettorale di Sassonia
- duca del Brabante
- duca del Palatinato-Zweibrücken
- duca di Sassonia-Weimar
- duca di Sassonia-Eisenach
- duca di Sassonia-Coburgo
- duca di Sassonia-Altenburg
- margravio del Brandeburgo-Ansbach
- margravio del Brandeburgo-Bayreuth
- duca della Pomerania Anteriore
- duca della Pomerania Orientale
- duca del Württemberg
- langravio d'Assia-Kassel
- langravio d'Assia-Darmstadt
- langravio d'Assia-Rheinfels
- margravio del Baden-Baden
- margravio del Baden-Durlach
- duca di Savoia
- Duca di Leuchtenberg
- margravio d'Anhalt-Dessau
- margravio d'Anhalt-Bernburg
- margravio d'Anhalt-Köthen
- margravio d'Anhalt-Zerbst
- principe del palatinato-Simmern
- duca del Palatinato-Neuburg
- duca del Brunswick-Wolfenbüttel

Nuovi Principi: (distinti in tre classi, qui indicate con numeri romani)
- Auersperg, dal 17.09.1653, signori sovrani di Tengen in Svevia, I
- Bentheim, dal 1803, conti sovrani di Bentheim, III
- Bretzenheim von Regecz, dal 1789, confermati dal 1801, III
- Cirksena, conti sovrani della Frisia Orientale dal 1654 fino al 1744, estinti, I
- Colloredo-Mansfeld, dal 1763, III
- Croÿ de Chanel, fino al 1767, estinti, II
- Dietrichstein, dal 24.03.1684, signori di Tarasp in Svizzera, I
- Esterházy di Galantha, dal 1804, signori di Edelstetten, III
- Fugger, conti sovrani di Babenhausen, dal 1803, III
- Fürstenberg dal 10.12.1716, conti sovrani di Heiligenberg, I
- Hatzfeld-Trachenberg, conti di Gleichen e signori sovrani di Crottorf di dal 1748, III
- Hohenems dal 1625 al 1759, signori di Lustenau, estinti, III
- Hohenlohe-Kirchberg, dal 07.01.1764, II
- Hohenlohe-Langenburg, dal 07.01.1764, II
- Hohenlohe-Öhringen dal 07.01.1764, II
- Hohenlohe-Waldenburg-Bartenstein, dal 15.05.1744, signori di Pfedelbach, II
- Hohenlohe-Waldenburg-Schillingsfürst dal 1757, II
- Hohenzollern-Hechingen, dal 23.03.1623, I
- Hohenzollern-Sigmaringen, dal 1634, I
- Isenburg-Birstein, dal 1744, II
- Kaunitz-Questenberg, conti sovrani di Rietberg, dal 1764, II
- Khevenhüller-Metsch, dal 1763, III
- Lamberg, langravi di Leuchtenberg dal 1707 al 1714, dal 01.11.1707, I
- Leiningen-Hartenburg, signori sovrani di Dabo, dal 23.07.1779, I
- Leyen, conti sovrani di Hohengeroldseck, dal 12.07.1806, III
- Liechtenstein, dal 23.01.1719, signori sovrani di Vaduz, I[3]
- Lippe, conti sovrani di Detmold dal 1789 al 1792, confermati il 05.11.1792, III
- Ligne, conti di Fagnolles, dal 1764, II
- Lobkowitz, dal 17.08.1624, signori sovrani di Sternstein e Neustadt in Baviera, I
- Looz-Corswarem, duchi, conti sovrani di Niel (1767), dal 1737, II
- Löwenstein-Wertheim-Rochefort dal 03.04.1712, II
- Mansfeld, dal 1711 al 1780, conti sovrani di Boernstadt, III, estinti
- Marin, conti di Marin dal 1521, II
- Metternich, signori sovrani di Winneburg, dal 1803, III
- Nassau, nei vari rami dal 1688 e dal 1737 (conti sovrani di Lahr), I
- Oettingen-Oettingen dal 1674 al 1734, II
- Oettingen-Spiegelberg dal 1734, II
- Oettingen-Wallerstein  dal 05.07.1774, II
- Reuss-Greiz dal 12.05.1778, II,  estinti
- Reuss-Gera, dal 12.05.1778, II, estinti
- Reuss-Schleiz, dal 1806, III
- Reuss-Lobenstein, dal 1806, III, estinti
- Reuss-Eberstein, dal 1806, III
- Rohan-Guemenèe, III
- Salm-Salm, dal 03.01.1623, I
- Salm Kyrburg, dal 1742, conti sovrani di Renneberg
- Salm-Bedburg dal 1804, III
- Salm-Raitz dal 09.10.1790, III
- Sayn-Wittgenstein-Berleburg, dal 04.09.1792, III
- Sayn-Wittgenstein-Wittgenstein, dal 20.06.1801, III
- Schönburg-Waldenburg, dal 1790, III
- Schönburg-Hartenstein, dal 1790, III
- Schwarzenberg, langravi sovrani di Klettgau e conti di Sulz, dal 14.07.1670
- Sinzendorf, conti di Winterrieden, dal 1803, III
- Solms-Braunfels und Greiffenstein dal 22.05.1742, II
- Solms-Lich-Hohensolms dal 04.09.1792, III
- Stolberg-Werningerode dal 1742 al 1804, estinti, III
- Thurn und Taxis, conti di Friedberg e Scheer dal 04.10.1695, I
- Trautson, conti di Falkenstein, dal 19.03.1711 al 1780, estinti, III
- Trauttmansdorff-Weisnberg, conti sovrani di Upfembach, dal 10.04.1805, III
- Waldburg-Waldsee, dal 31.03.1803, III
- Waldburg-Zeil-Wurzach, dal 31.03.1803, III
- Waldburg-Zeil-Trauchburg, dal 31.03.1803, III
- Waldeck, conti di Pyrmont, dal 06.01.1712, II
- Wied-Neuwied, dal 29.05.1784, III
- Wied-Runkel, dal 1792, III
- Windisch-Grätz, conti di Eglofs, dal 1804, III

Elenco dei principi tedeschi che rimasero sovrani anche dopo le soppressioni napoleoniche:
- Hohenzollern-Hechingen, fino al 1849
- Hohenzollern-Sigmaringen, fino a 1849
- Liechtenstein
- Lippe, fino al 1918
- Reuss-Greiz, fino al 1908
- Reuss-Lobenstein-Ebersdorf, fino al 1853
- Reuss-Gera-Schleiz, fino al 1918
- Schaumburg-Lippe, fino al 1918
- Schwarzburg-Rudolstadt, fino al 1918
- Schwarzburg-Sondershausen, fino al 1909
- Waldeck-Pyrmont, fino al 1918

Questi i principi-prevosti in ordine di precedenza:
- Fulda, dal 1752 diviene vescovo
- Kempten (Neustadt)
- Ellwangen
- Gran Priore dell'Ordine di Malta a Heitersheim
- Berchtesgaden
- Weissenburg
- Prüm
- Stavelot e Malmédy
- Corvey

Prelati del Reno:
- Odenheim e Bruchsal
- Burtscheid
- commenda teutonica di Coblenza
- Kornelimünster
- Essen
- Gandersheim
- Münsterbilzen fino al 1773
- Quedlinburg
- Herford
- Niedermünster
- Obermünster
- Thorn
- Werden
- commenda teutonica di Altshausen

Prelati di Svevia:
- Baindt
- Elchingen
- Gengenbach dal 1751
- Guttenzell
- Heggbach
- Irsee
- Marchtal
- Ochsenhausen
- Petershausen
- Roggenburg
- Münchenroth
- Rottenmünster
- Salmansweiler
- Schüssenried
- Ursperg
- Weingarten
- Weissenau
- Wettenhausen
- Murbach fino al 1769
- Zwiefalten
- Kaisheim
- Neresheim
- Söflingen
- Sankt Georg in Isny
- Sankt Ulrich und Sankt Afra
- commenda teutonica di Alsazia

Altri senza voto:
- Grüssau
- Sint Servaas a Maastricht
- Cappenberg
- Wimpfen
- Käppel
- Sankt Gerold
- Buxheim
- Andlau
- Remiremont
- San Gallo
- Disentis
- Einsiedeln
- Engelberg
- Freudenberg
- Göss
- Sankt Pölten
- Sankt Lambrecht